# Radicaal 8
Van de in totaal 214 Kangxi-radicalen heeft radicaal 8 de betekenis deksel, hoofd en kop. Het is een van de drieëntwintig radicalen die bestaan uit twee strepen.
In het Kangxi-woordenboek zijn er 38 karakters die dit radicaal gebruiken.

## Karakters met het radicaal 8
| Strepen | Karakter          |
| ------- | ----------------- |
| + 0     | 亠                |
| + 1     | 亡                |
| + 2     | 亢 亣             |
| + 4     | 交 亥 亦 产       |
| + 5     | 亨 亩 亪          |
| + 6     | 享 京             |
| + 7     | 亭 亮 亯 亰 亱 亲 |
| + 8     | 亳                |
| + 10    | 亴 亵             |
| + 11    | 亶 亷             |
| + 14    | 亸                |
| + 20    | 亹                |